# Gigi Savoia
Luigi Savoia, detto Gigi (Napoli, 30 novembre 1954), è un attore italiano.

## Biografia
Debutta in teatro nel 1980 con lo spettacolo Pescatori di Raffaele Viviani per la regia di Mariano Rigillo. L'anno dopo sempre con Mariano Rigillo in L'arbitro. Poi la sua strada si incrocia con quella di Eduardo De Filippo con il quale lavora quattro anni consecutivi con Ditegli sempre di sì; Chi è cchiu' felice 'e me!; Tre cazune fortunate e Nu turco napulitano. La sua prima affermazione sul grande schermo affonda le radici nel 1993, protagonista di uno degli episodi del film di successo Pacco, doppio pacco e contropaccotto di Nanni Loy. Lo stesso Loy lo volle nell'immortale Scugnizzi del 1989. Intanto a teatro lavora con Giorgio Albertazzi (Flaiano-Silone-D'Annunzio); Gigi Proietti (Casa di frontiera); Maurizio Scaparro (Memorie di Adriano) e Luca De Filippo (Non ti pago e Questi fantasmi). Dal 1995 in poi conta numerose regie teatrali. 
Nel 1999 è nel cast del film Prima del tramonto di Stefano Incerti e, vince il "premio Girulà - Teatro", a Napoli, nella categoria miglior regia per lo spettacolo La Figliata di Raffaele Viviani. Viene definito dalla stampa l'erede di Eduardo. Vanta un'esperienza all'estero nel film Solino del pluripremiato regista turco Fatih Akın. Dal 2006 torna a lavorare al fianco di Luca De Filippo, diretto da Francesco Rosi nelle commedie eduardiane Napoli milionaria e Le voci di dentro. 
Nel 2011 vince il premio Campania nella categoria Teatro. 
Il 2012 lo vede impegnato in quattro serie TV. Apre la stagione con Il generale dei briganti su Rai Uno, per poi passare a Canale 5 ne Le tre rose di Eva. È il protagonista di una puntata in Squadra Antimafia - Palermo oggi. Da ottobre entra nel cast della terza serie di R.I.S. Roma - Delitti imperfetti. Nel 2013 è ancora una volta ne Le tre rose di Eva, per la seconda stagione e nell'anno successivo gira la terza, e nella miniserie TV di Rai Uno Per amore del mio popolo. Con un cameo nel film record di incassi Si accettano miracoli di Alessandro Siani inaugura il 2015, anno nel quale fonda la compagnia Stabile di Tradizione.
Protagonista della serie TV olandese La famiglia nel 2016; l'anno successivo recita al Teatro di San Carlo di Napoli nello spettacolo Tre volte 10, dedicato a Diego Armando Maradona e al Teatro Grande di Pompei nel Prometeo incatenato, per la regia di Massimo Luconi. 
Vince il premio come miglior attore al Napoli Film Festival 2021 per L'ora delle nuvole. 
Nel 2022 torna al Teatro Politeama di Napoli portando, insieme a Gianni Ferreri, un testo inedito tratto dal romanzo Il muro di Napoli di Giovanni Calvino e Giovanni Parisi.

## Teatro

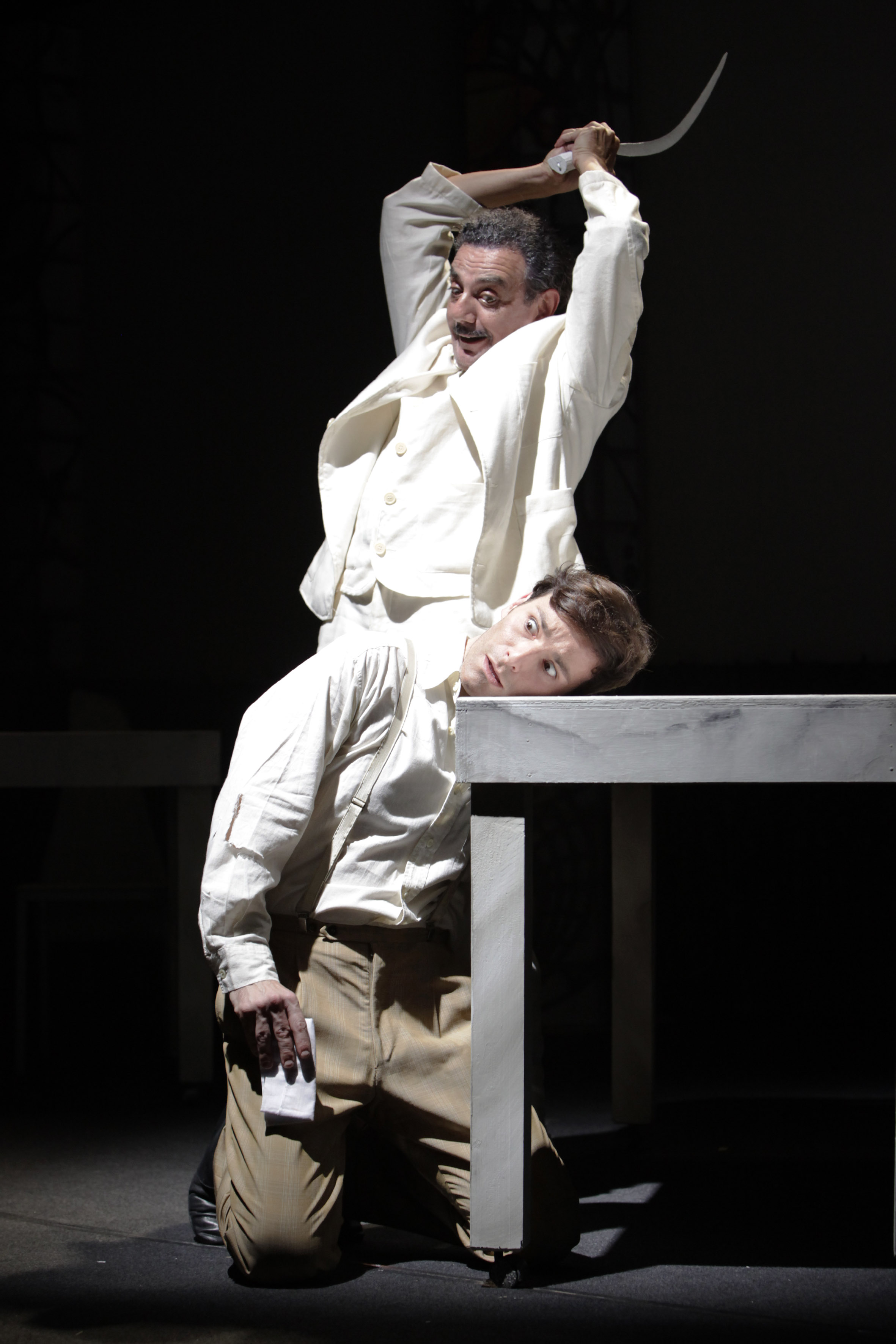
Gigi Savoia e Massimo Masiello in "Ditegli sempre di sì" (2013)

- Pescatori, regia di Mariano Rigillo (1980)
- L'arbitro, regia di Mariano Rigillo (1981)
- Ditegli sempre di sì, regia di Eduardo De Filippo (1981)
- Chi è cchiu' felice 'e me!, regia di Eduardo De Filippo (1982)
- Tre cazune fortunate, regia di Eduardo De Filippo (1983)
- Il turco napoletano, regia di Eduardo De Filippo (1983)
- La bisbetica, regia di Giancarlo Sepe (1984)
- O' Scarfalietto, regia di Armando Pugliese (1985)
- Don Giovanni, regia di Armando Pugliese (1985)
- Non ti pago, regia di Luca De Filippo (1986)
- Svenimenti[5], regia di Antonio Calenda (1988)
- Flaiano-Silone-D'Annunzio, regia di Giorgio Albertazzi (1989)
- Quattuordice 'o pittore e vintiroje 'a pazza, con la compagnia del Teatro Sannazaro di Napoli (1989)
- Memorie di Adriano, regia di Maurizio Scaparro (1990)
- Aida, regia di Armando Pugliese (1991)
- Questi fantasmi![6], regia di Luca De Filippo (1992)
- L'ultimo giorno di un condannato a morte (1993, 2002 e 2006)
- Casa di frontiera, regia di Gigi Proietti (1994)
- Attori comici affittasi, regia di Gigi Savoia (1995)
- Na mugliera zitella, regia di Gigi Savoia (1995)
- Non mangiare il pollo con le dita, regia di Gigi Savoia (1995)
- Il monaco nel letto, regia di Gigi Savoia (1995)
- Morte di carnevale, regia di Gigi Savoia (1996)
- Pescatori, regia di Gigi Savoia (1996)
- Vico, regia di Gigi Savoia (1996)
- Toledo di notte, regia di Gigi Savoia (1997)
- Assunta Spina, regia di Gigi Savoia (1997)
- Napoli 1900[7], regia di Gigi Savoia (1997 e 2002)
- Don Giovanni, regia di Franco Però (1997)
- Il matrimonio di Figaro, regia di Mico Galdieri (1997)
- L'ultimo scugnizzo, regia di Gigi Savoia (1998)
- La figliata, regia di Gigi Savoia (1999)
- Re minore, regia di Gigi Savoia (1999)
- I casi sono due, regia di Gigi Savoia (2000)
- Sarto per signora, regia di Nucci Ladogana (2000)
- Il matrimonio di Figaro[8], regia di Mico Galdieri (2000)
- Vuoto di scena, regia di Gigi Savoia (2003)
- A' Nanassa[9], regia di Gigi Savoia (2003)
- Ci sta un francese, un inglese e un napoletano[10], regia di Eduardo Tartaglia (2003)
- Napoli milionaria![11], regia di Francesco Rosi (2003-2006)
- Ridi pagliaccio ridi, regia di Gigi Savoia (2004)
- Amare donne all'Infinito, regia di Gigi Savoia (2004)
- Comico napoletano – Re, regia di Gigi Savoia (2005)
- I veri fantasmi, regia di Peppe Miale (2005)
- L'ultimo scugnizzo, regia di Gigi Savoia (2006)
- La locandiera, regia di Francesco Sala (2006)
- Cupido scherza e spazza e Don Rafele 'o trumbone[12], regia di Gigi Savoia (2007)
- Le voci di dentro[13], regia di Francesco Rosi (2006-2008)
- Non è vero... ma ci credo, regia di Luigi De Filippo (2008-2009)
- Chi è cchiu' felice 'e me![14], regia di Gigi Savoia (2009-2011)
- Ditegli sempre di sì[15][16], regia di Maurizio Panici (2011-2014)
- L'ultimo scugnizzo, regia di Marco Kretzmer (2014)
- Napoletani a Mosca, regia di Marco Kretzmer (2014)
- L'ultima ora di un condannato, regia di Giuseppe Sollazzo (2014)
- Atletico minaccia football club - , regia di Fabrizio Bancale (2014)
- Io, Raffaele Viviani, regia di Antonio Ferrante (2015)
- Tre pecore viziose, regia di Gigi Savoia (2016)
- Maradona Live - Tre volte 10, regia di Alessandro Siani (2017)
- I casi sono due[17], regia di Gigi Savoia (2017-2018)
- Prometeo incatenato, regia di Massimo Luconi (2017-2018)
- L'oro di Napoli, regia di Nello Mascia (2019)
- Lo Scarfalietto[18], regia di Marco Kretzmer (2019-2021)
- 'O tuono 'e marzo, regia di Massimo Luconi (2020)
- Il muro di Napoli, regia di Roberto Pappalardo (2022)

## Filmografia

### Cinema
- Ternosecco, regia di Giancarlo Giannini (1986)
- Scugnizzi, regia di Nanni Loy (1989)
- Pacco, doppio pacco e contropaccotto, regia di Nanni Loy (1993)
- Malesh, regia di Angelo Cannavacciuolo (1993)
- Prima del tramonto, regia di Stefano Incerti (1999)
- Solino[19], regia di Fatih Akın (2002)
- Il mare, non c'è paragone, regia di Eduardo Tartaglia (2002)
- Il sesso aggiunto, regia di Francesco Antonio Castaldo (2011)
- Si accettano miracoli, regia di Alessandro Siani (2015)
- Loro, regia di Paolo Sorrentino (2018)
- Cobra, regia di Mauro Russo (2020)
- Rosa Pietra Stella, regia di Marcello Sannino (2020)
- Benvenuti in casa Esposito, regia di Gianluca Ansanelli (2021)
- Dante, l'esilio di un poeta, regia di Fabrizio Bancale (2021)
- Quel posto nel tempo, regia di Giuseppe Alessio Nuzzo (2022)
- La caccia, regia di Marco Bocci (2022)
- Così Roberto Bracco rifiutò i soldi del duce, regia di Bruno Oliviero (2022)

### Televisione
- Il riscatto, regia di Leon Ichaso – film TV (1990)
- La Squadra – serie TV (2001)
- Incantesimo – serial TV (2001)
- Casa famiglia[20] – serie TV (2003)
- Un posto al sole[21] – soap opera (2003)
- I delitti del cuoco – serie TV (2010)
- Il generale dei briganti, regia di Paolo Poeti – miniserie TV (2012)
- Le tre rose di Eva – serie TV (2012-2015)
- Squadra antimafia - Palermo oggi – serie TV, episodio 4x06 (2012)
- R.I.S. Roma - Delitti imperfetti – serie TV, 11 episodi (2012)
- Per amore del mio popolo[22], regia di Antonio Frazzi – miniserie TV (2014)
- La famiglia – serie TV olandese (2016)
- L'allieva – serie TV (2020)
- Vincenzo Malinconico, avvocato d'insuccesso – serie TV, episodi 1x01-1x04 (2022)

### Cortometraggi
- L'ora delle nuvole, regia di Mario Esposito (2020)
- Fame[23], regia di Giuseppe Alessio Nuzzo (2020)
- La challenge[24], regia di Carlo Argenzio (2021)
- Amarognolo, regia di Andrea Savoia (2021)
- Appuntamento a mezzogiorno, regia di Antonio Passaro (2024)

### Doppiaggio
- Se lo scopre Gargiulo, regia di Elvio Porta (1988)
- C’è posto per tutti, regia di Giancarlo Planta (1990)

### Web
- STrAGE[25] – sitcom (2013)

## Discografia

### Album
- Sentimenti (Album) di Maria Nazionale - Storie piccerelle, duetto (1999)
- Arrivederci di Mario Musella, sax (2012)